# Polycyrtus leucopus
Polycyrtus leucopus là một loài tò vò trong họ Ichneumonidae.